# Sveriges kvindefodboldlandshold
Sveriges kvindefodboldlandshold er det nationale fodboldhold for kvinder i Sverige. Det administreres af Sveriges fodboldforbund.
Landsholdet har traditionelt været anerkendt som et af verdens bedste kvindelandshold. Holdet vandt den første udgave af EM i fodbold for kvinder i 1984, sølv ved VM i fodbold for kvinder 2003 i USA og i alt tre EM-sølv (1987, 1995, 2001). Derudover har de også vundet bronzemedaljer ved verdensmesterskaberne i 1991, 2011 og 2019. Holdet har deltaget i seks olympiske lege, otte verdensmesterskaber samt ti europamesterskaber. 
Holdet har også spillet sig i to OL-finaler, (2016 i Rio de Janeiro og 2020 i Tokyo) men begge gange tabt og nøjes med OL-sølv.
Lotta Schelin er den mest scorende spiller på landsholdet gennem tiden med i 88 mål. Hun stoppede karrieren i 2017. Schelin overgik Hanna Ljungbergs rekord på 72 mål mod Tyskland den 29. oktober 2014. Spilleren med flest landskampe er den tidligere anfører Caroline Seger med 240 kampe. Holdet blev trænet af Thomas Dennerby fra 2005 til 2012, Pia Sundhage fra 2012 til 2017 og Peter Gerhardsson i perioden 2017-2025. Den nuværende landstræner er Tony Gustavsson.

## Turneringsoversigt

### VM i fodbold
| Statistik for VM i fodbold for kvinder | Statistik for VM i fodbold for kvinder | Statistik for VM i fodbold for kvinder | Statistik for VM i fodbold for kvinder | Statistik for VM i fodbold for kvinder | Statistik for VM i fodbold for kvinder | Statistik for VM i fodbold for kvinder | Statistik for VM i fodbold for kvinder | Statistik for VM i fodbold for kvinder |                       | Statistik fra VM-kvalifikationen | Statistik fra VM-kvalifikationen | Statistik fra VM-kvalifikationen | Statistik fra VM-kvalifikationen | Statistik fra VM-kvalifikationen | Statistik fra VM-kvalifikationen |
| År                                     | Runde                                  | Position                               | K                                      | V                                      | U *                                    | T                                      | M+                                     | M-                                     | K                     | V                                | U *                              | T                                | M+                               | M-                               |                                  |
| -------------------------------------- | -------------------------------------- | -------------------------------------- | -------------------------------------- | -------------------------------------- | -------------------------------------- | -------------------------------------- | -------------------------------------- | -------------------------------------- | --------------------- | -------------------------------- | -------------------------------- | -------------------------------- | -------------------------------- | -------------------------------- | -------------------------------- |
| 1991                                   | Tredjeplads                            | 3.                                     | 6                                      | 4                                      | 0                                      | 2                                      | 18                                     | 7                                      | 6                     | 4                                | 2                                | 0                                | 13                               | 3                                |                                  |
| 1995                                   | Kvartfinale                            | 5.                                     | 4                                      | 2                                      | 1                                      | 1                                      | 6                                      | 4                                      | Kvalificeret som vært | Kvalificeret som vært            | Kvalificeret som vært            | Kvalificeret som vært            | Kvalificeret som vært            | Kvalificeret som vært            |                                  |
| 1999                                   | Kvartfinale                            | 6.                                     | 4                                      | 2                                      | 0                                      | 2                                      | 7                                      | 6                                      | 6                     | 6                                | 0                                | 0                                | 18                               | 5                                |                                  |
| 2003                                   | Finale                                 | 2.                                     | 6                                      | 4                                      | 0                                      | 2                                      | 10                                     | 7                                      | 6                     | 5                                | 0                                | 1                                | 27                               | 4                                |                                  |
| 2007                                   | Gruppespil                             | 10.                                    | 3                                      | 1                                      | 1                                      | 1                                      | 3                                      | 4                                      | 8                     | 7                                | 1                                | 0                                | 32                               | 6                                |                                  |
| 2011                                   | Tredjeplads                            | 3.                                     | 6                                      | 5                                      | 0                                      | 1                                      | 10                                     | 6                                      | 10                    | 8                                | 2                                | 0                                | 40                               | 6                                |                                  |
| 2015                                   | Ottendedelsfinaler                     | 16.                                    | 4                                      | 0                                      | 3                                      | 1                                      | 5                                      | 8                                      | 10                    | 10                               | 0                                | 0                                | 32                               | 1                                |                                  |
| 2019                                   | Tredieplads                            | 3.                                     | 7                                      | 5                                      | 0                                      | 2                                      | 12                                     | 6                                      | 8                     | 7                                | 0                                | 1                                | 22                               | 2                                |                                  |
| 2023                                   | Tredjeplads                            | 3.                                     | 4                                      | 3                                      | 1                                      | 0                                      | 9                                      | 1                                      | 8                     | 7                                | 1                                | 0                                | 32                               | 2                                |                                  |
| 2027                                   | TBD                                    | TBD                                    | TBD                                    | TBD                                    | TBD                                    | TBD                                    | TBD                                    | TBD                                    | TBD                   | TBD                              | TBD                              | TBD                              | TBD                              | TBD                              |                                  |
| Total                                  | Total                                  | Bedste: Toer                           | 9/10                                   | 44                                     | 26                                     | 6                                      | 12                                     | 80                                     | 49                    | 62                               | 54                               | 6                                | 2                                | 216                              | 29                               |

### EM i fodbold
| Statistik fra EM slutrunder | Statistik fra EM slutrunder | Statistik fra EM slutrunder | Statistik fra EM slutrunder | Statistik fra EM slutrunder | Statistik fra EM slutrunder | Statistik fra EM slutrunder | Statistik fra EM slutrunder | Statistik fra EM slutrunder |                       | Statistik fra kvalifikation til EM | Statistik fra kvalifikation til EM | Statistik fra kvalifikation til EM | Statistik fra kvalifikation til EM | Statistik fra kvalifikation til EM | Statistik fra kvalifikation til EM |
| År                          | Runde                       | Position                    | K                           | V                           | U *                         | T                           | M+                          | M-                          | K                     | V                                  | U *                                | T                                  | M+                                 | M-                                 |                                    |
| --------------------------- | --------------------------- | --------------------------- | --------------------------- | --------------------------- | --------------------------- | --------------------------- | --------------------------- | --------------------------- | --------------------- | ---------------------------------- | ---------------------------------- | ---------------------------------- | ---------------------------------- | ---------------------------------- | ---------------------------------- |
| 1984                        | Mestre                      | 1.                          | 4                           | 3                           | 0                           | 1                           | 6                           | 4                           | 6                     | 6                                  | 0                                  | 0                                  | 26                                 | 1                                  |                                    |
| 1987                        | Nr. to                      | 2.                          | 2                           | 1                           | 0                           | 1                           | 4                           | 4                           | 6                     | 5                                  | 0                                  | 1                                  | 14                                 | 3                                  |                                    |
| 1989                        | Tredjeplads                 | 3.                          | 2                           | 1                           | 0                           | 1                           | 3                           | 3                           | 6                     | 2                                  | 3                                  | 1                                  | 11                                 | 4                                  |                                    |
| 1991                        | Ikke kvalificeret           | Ikke kvalificeret           | Ikke kvalificeret           | Ikke kvalificeret           | Ikke kvalificeret           | Ikke kvalificeret           | Ikke kvalificeret           | Ikke kvalificeret           | 6                     | 4                                  | 2                                  | 0                                  | 13                                 | 3                                  |                                    |
| 1993                        | Ikke kvalificeret           | Ikke kvalificeret           | Ikke kvalificeret           | Ikke kvalificeret           | Ikke kvalificeret           | Ikke kvalificeret           | Ikke kvalificeret           | Ikke kvalificeret           | 6                     | 3                                  | 2                                  | 1                                  | 18                                 | 4                                  |                                    |
| 1995                        | Nr. to                      | 2.                          | 3                           | 1                           | 0                           | 2                           | 9                           | 8                           | 6                     | 5                                  | 0                                  | 1                                  | 25                                 | 2                                  |                                    |
| 1997                        | Semifinale                  | 3.                          | 4                           | 3                           | 0                           | 1                           | 6                           | 2                           | 6                     | 5                                  | 1                                  | 0                                  | 26                                 | 2                                  |                                    |
| 2001                        | Nr. to                      | 2.                          | 5                           | 3                           | 0                           | 2                           | 7                           | 4                           | 8                     | 5                                  | 2                                  | 1                                  | 28                                 | 10                                 |                                    |
| 2005                        | Semifinale                  | 3.                          | 4                           | 1                           | 2                           | 1                           | 4                           | 4                           | 8                     | 6                                  | 1                                  | 1                                  | 26                                 | 5                                  |                                    |
| 2009                        | Kvartfinale                 | 5.                          | 4                           | 2                           | 1                           | 1                           | 7                           | 4                           | 8                     | 8                                  | 0                                  | 0                                  | 31                                 | 0                                  |                                    |
| 2013                        | Semifinale                  | 3.                          | 5                           | 3                           | 1                           | 1                           | 13                          | 3                           | Kvalificeret som vært | Kvalificeret som vært              | Kvalificeret som vært              | Kvalificeret som vært              | Kvalificeret som vært              | Kvalificeret som vært              |                                    |
| 2017                        | Kvartfinale                 | 7.                          | 4                           | 1                           | 1                           | 2                           | 4                           | 5                           | 8                     | 7                                  | 0                                  | 1                                  | 22                                 | 3                                  |                                    |
| 2022                        | Semifinale                  | 4.                          | 5                           | 3                           | 1                           | 1                           | 9                           | 6                           | 8                     | 7                                  | 1                                  | 0                                  | 40                                 | 2                                  |                                    |
| Total                       | Bedst: Mestre               | 11/13                       | 42                          | 22                          | 6                           | 14                          | 72                          | 47                          | 82                    | 63                                 | 12                                 | 7                                  | 280                                | 39                                 |                                    |

*Uafgjorte kampe inkluderer knockout kampe, der blev afgjort ved straffesparkskonkurrence.
**Guld baggrund viser, at turneringen blev vundet.
***Kant med rød farve viser, at turneringen blev holdt på hjemmebane.

### Olympiske lege
| Statistik over resultater fra de Olympiske lege | Statistik over resultater fra de Olympiske lege | Statistik over resultater fra de Olympiske lege | Statistik over resultater fra de Olympiske lege | Statistik over resultater fra de Olympiske lege | Statistik over resultater fra de Olympiske lege | Statistik over resultater fra de Olympiske lege | Statistik over resultater fra de Olympiske lege | Statistik over resultater fra de Olympiske lege |    | Resultater fra kvalifikation til de Olympiske lege | Resultater fra kvalifikation til de Olympiske lege | Resultater fra kvalifikation til de Olympiske lege | Resultater fra kvalifikation til de Olympiske lege | Resultater fra kvalifikation til de Olympiske lege | Resultater fra kvalifikation til de Olympiske lege |
| År                                              | Runde                                           | Position                                        | K                                               | V                                               | U *                                             | T                                               | M+                                              | M-                                              | K  | V                                                  | U                                                  | T                                                  | M+                                                 | M-                                                 |                                                    |
| ----------------------------------------------- | ----------------------------------------------- | ----------------------------------------------- | ----------------------------------------------- | ----------------------------------------------- | ----------------------------------------------- | ----------------------------------------------- | ----------------------------------------------- | ----------------------------------------------- | -- | -------------------------------------------------- | -------------------------------------------------- | -------------------------------------------------- | -------------------------------------------------- | -------------------------------------------------- | -------------------------------------------------- |
| 1996                                            | Gruppespil                                      | 6.                                              | 3                                               | 1                                               | 0                                               | 2                                               | 4                                               | 5                                               | 4  | 2                                                  | 1                                                  | 1                                                  | 6                                                  | 4                                                  |                                                    |
| 2000                                            | Gruppespil                                      | 6.                                              | 3                                               | 0                                               | 1                                               | 2                                               | 1                                               | 4                                               | 10 | 8                                                  | 2                                                  | 0                                                  | 25                                                 | 11                                                 |                                                    |
| 2004                                            | Fjerdeplads                                     | 4.                                              | 5                                               | 2                                               | 0                                               | 3                                               | 4                                               | 5                                               | 12 | 9                                                  | 0                                                  | 3                                                  | 37                                                 | 11                                                 |                                                    |
| 2008                                            | Kvartfinale                                     | 6.                                              | 4                                               | 2                                               | 0                                               | 2                                               | 4                                               | 5                                               | 13 | 10                                                 | 2                                                  | 1                                                  | 42                                                 | 13                                                 |                                                    |
| 2012                                            | Kvartfinale                                     | 7.                                              | 4                                               | 1                                               | 2                                               | 1                                               | 7                                               | 5                                               | 16 | 13                                                 | 2                                                  | 1                                                  | 50                                                 | 12                                                 |                                                    |
| 2016                                            | Toer                                            | 2.                                              | 6                                               | 1                                               | 3                                               | 2                                               | 4                                               | 8                                               | 17 | 12                                                 | 4                                                  | 1                                                  | 40                                                 | 10                                                 |                                                    |
| 2020                                            | Toer                                            | 2.                                              | 6                                               | 5                                               | 1                                               | 0                                               | 14                                              | 4                                               | 5  | 4                                                  | 0                                                  | 1                                                  | 10                                                 | 4                                                  |                                                    |
| 2024                                            | TBD                                             | TBD                                             | TBD                                             | TBD                                             | TBD                                             | TBD                                             | TBD                                             | TBD                                             |    |                                                    |                                                    |                                                    |                                                    |                                                    |                                                    |
| 2028                                            | TBD                                             | TBD                                             | TBD                                             | TBD                                             | TBD                                             | TBD                                             | TBD                                             | TBD                                             |    |                                                    |                                                    |                                                    |                                                    |                                                    |                                                    |
| Total                                           | Bedst: Toer                                     | 7/7                                             | 31                                              | 12                                              | 7                                               | 12                                              | 38                                              | 36                                              | 77 | 58                                                 | 11                                                 | 8                                                  | 210                                                | 65                                                 |                                                    |

## Aktuel trup
Følgende spillere blev udtaget til den endelige trup for EM i fodbold 2025 i Schweiz.